# Соляріс (фільм, 1972)
«Соля́ріс» (рос. «Солярис») — радянський фантастичний фільм 1972 року режисера Андрія Тарковського за мотивами роману «Соляріс» польського письменника Станіслава Лема.
Психолог Кріс Кельвін прибуває на космічну станцію на орбіті планети Соляріс, вкритої живим океаном. Його місія полягає в складенні звіту про вплив Соляріса на людей, щоб вирішити долю станції. Та згодом він зустрічає створену океаном копію своєї загиблої дружини, що спонукає Кріса замислитися про те, що справді є цінним для людини.

## Сюжет
У невизначеному майбутньому психолог Кріс Кельвін прогулюється біля озера коло батьківського будинку. Його відвідує знайомий учений, який показує відео звіту про дослідження планети Соляріс. На цій планеті, покритій океаном, відбуваються дивні явища, але навіть спеціально створена наука солярістика вже багато років не може їх пояснити. Планується згорнути вивчення планети. Свідчення пілота Бертона дають підстави вважати, що океан є мислячою істотою: він стверджує, що в рідині, яка покриває планету, формуються різні реалістичні фігури, зокрема, Бертон бачив образ сина свого загиблого колеги. Одностайної думки учених про ці свідчення немає. Кріса як незалежного дослідника хочуть відправити на станцію біля Соляріса, щоб на основі його звіту скласти остаточне рішення. Кріс спершу відмовляється, та батько переконує його вирушити до Соляріса.
За якийсь час Кріс в автоматичному режимі прибуває на станцію. Там мешкають лише троє учених: Снаут, Сарторіус і Гібарян. Снаут повідомляє про самогубство Гібаряна та попереджає про певні незвичайні явища, які він там побачить. Кельвін переглядає відеозвернення Гібаряна, в якому той пропонує опромінити океан жорстким випромінюванням, тим самим вбивши його. Згодом Кріс дізнається, що станцію відвідують якісь істоти.
Кельвіну з'являється образ його дружини Харі, котра десять років тому наклала на себе руки. Вона поводиться, ніби нічого не сталося, Кріс спершу намагається ставитися до її появи спокійно, розуміючи, що вона несправжня. Коли Харі допитується про свою смерть, Кріс вбиває цю подобу померлої, викинувши її в космос на ракеті. Снаут тільки насміхається та пояснює, що це була матеріалізація уявлення Кріса про Харі. Він пояснює — подібні «гості» почали приходити після пробної дії на океан жорстким випромінюванням. Спогади про найзначиміших для жителів станції осіб матеріалізуються і від них неможливо позбутися. «Гості» виглядають і поводяться точно як люди, але складаються з екзотичної матерії та в разі смерті скоро оживають. Психолог підозрює, що Соляріс сам досліджує людей, присилаючи «гостей».
Харі знову виникає на станції, Кріс безуспішно намагається вбити її та поволі починає ставитися до неї як до справжньої. Снаут користується цим аби вивчити Харі. Він розмірковує з Крісом і Сарторісом про те, що люди насправді не хочуть досліджувати інші світи, вони бажають розширювати Землю до меж Всесвіту. Тож людині потрібна людина, а не іншопланетний розум. Розуміючи, що своїм існуванням вона заподіює Кельвіну страждання, Харі спочатку намагається вбити себе, а після невдач просить Снаута і Сарторіуса знищити її шляхом анігіляції. Дослідники проводять експеримент, відправляючи енцефалограму Кельвіна океану аби той зрозумів як відчуває людина. Океан припиняє присилати «гостей», натомість створює в собі острови. Кельвін зі Снаутом після цього розмірковують про те, що Соляріс повинен лишитися таємницею.
Кріс повертається до батьківського дому. Камера піднімається і стає видно, що насправді це не Земля, а острів посеред Соляріса.

## У ролях
- Кріс Кельвін — Донатас Баніоніс
- Харі — Наталя Бондарчук
- Снаут — Юрі Ярвет (озвучив Володимир Татосов)
- Сарторіус — Анатолій Солоніцин
- Бертон — Владислав Дворжецький
- батько Кріса — Микола Гринько
- мати Кріса — Ольга Барнет

## Знімальна група
- Режисер — Андрій Тарковський
- Автори сценарію — Андрій Тарковський, Фрідрих Горенштейн
- Оператор — Вадим Юсов
- Композитор — Едуард Артем'єв

## Створення
Тарковський наголошував, що ідея зняти фільм про Соляріс не мала нічого спільного з його інтересом до наукової фантастики. Режисер самостійно прочитав роман і побачив у ньому моральні проблеми, які його хвилювали. У роботі над сценарієм «Соляріса» до Тарковського приєднався письменник і сценарист Фрідріх Горенштейн, якого режисер дуже поважав.
Готуючись до створення фільму, Андрій Тарковський принципово не ознайомлювався з трактуваннями роману Станіслава Лема та телевиставою 1968 року. Андрій Тарковський зосередив проблематику фільму на питанні: чи потрібно відокремлювати науку від моралі, чи мораль внутрішньо притаманна всьому, що робить людина? Станіслав Лем зобразив у подобі океану принципово інший розум, який люди намагаються зрозуміти. Тарковський же зробив океан символом совісті, що проявляє все те, що людина прагне приховати. Для нього океан планети Соляріс — це не інший, відмінний від людського розум, а засіб пізнання людиною самої себе.
Керівництво кіностудії «Мосфільм», яке зазвичай перешкоджало Тарковському та цькувало його, цього разу забезпечило його найсучаснішою на той час в СРСР кінотехнікою. Оскільки західна публіка полюбила його фільм «Андрій Рубльов» (1966), Тарковський розглядався як режисер, який міг би стати радянською відповіддю Кубрику, що зняв «Космічну одіссею 2001» (1968).
Станіслав Лем приїхав до Москви в жовтні 1969 року, це був його третій візит до Радянського Союзу. Тарковський зустрівся з ним у готелі «Пекін», до нього приєднався критик і літературознавець Лазар Лазарєв, який також був художнім редактором «Андрія Рубльова». Фрідріха Горенштейна на зустріч не запросили через його репутацію дратівливого критика. Лем прийняв Тарковського холодно через розповідь режисера про відмінність сценарію від книги та присутність незнайомого йому Лазарєва. Лем зрештою сказав, що не буде нічого забороняти Тарковському, але гості сприйняли це як прояв зневаги та зверхності.
Фільмування відбувалося переважно в павільйонах кіностудії «Мосфільм». Окремі земні сцени, наприклад, де Бертон їде автівкою тунелями і транспортними розв'язками, фільмували в Токіо. Частина сцен, як будинок Кельвіна — це околиці Саввино-Сторожевського монастиря у Звенигороді.

## Сприйняття
Прем'єра фільму «Соляріс» відбулася на Каннському кінофестивалі 1972 року, де він отримав гран-прі спеціального журі та номінувався на «Золоту пальмову гілку». Прем'єра в СРСР відбулася в московському кінотеатрі «Мир» 5 лютого 1973 року. В США покази стартували 6 жовтня 1976 року в театрі «Ziegfeld» у Нью-Йорку. Версія для американського прокату була скорочена на 30 хв. і рекламувалася як «російська відповідь на „2001“».
Багато критиків зробили висновок, що фільм Тарковського ідейно протилежний роману Лема. Попри це, він здобув статус одного з головних радянських фантастичних фільмів.
Станіслав Лем розкритикував екранізацію його роману за камерність, введення нових персонажів (батьків Кельвіна) та зміну ідейного наповнення. За словами Лема, Тарковський зняв не «Соляріс», а «Злочин і кару», майже цілком відкинувши тему проблем пізнання світу людиною. «Тарковський у фільмі хотів показати, що космос дуже огидний і неприємний, а ось на Землі — прекрасно. Але я-то писав і думав зовсім навпаки». Тарковський на противагу Лему зосередив увагу на темі стосунків люди з її совістю, де Соляріс матеріалізує її гріхи. Однак, екранізація Стівена Содерберга 2002 року не сподобалася Лему ще більше.
На думку американського кінокритика Роджера Еберта, фільм ставить перед глядачами питання: «Коли ми когось любимо, кого ми любимо? Цю людину чи наше уявлення про цю людину?». Паралелі з «2001» помітні, але фільм Кубрика спрямований назовні, описуючи наступний крок людини у Всесвіті, тоді як фільм Тарковського спрямований усередину, запитуючи про природу та реальність людської особистості. Тарковський дотримувався романтичного погляду на людину, здатну перетворювати реальність за допомогою власної духовної та філософської сили.
Російський журнал «Мир фантастики» порівняв адаптацію Тарковського з ефектом моторошної долини: лишивши сюжет майже без змін, режисер зробив твір, який подібний на першоджерело, але відрізняється змістовно. Тому з-поміж усіх адаптацій «Соляріса» ця — найгірша. Разом з тим фільм Тарковського зробило відомим саме те, що це переосмислення, котре є притчею про блудного сина та пропонує ескапізм замість розширень меж можливого. Проте фінал «Соляріса» Тарковського більш гуманістичний, якщо порівнювати його з поглядами Лема. В романі «Фіаско» письменник зробив висновок, що людина не може подолати обмеження свого мислення і осягнути невідоме. Рішення ж Кельвіна в фільмі дотримуватися своїх людських уявлень у зіткненні з океаном оцінюється Тарковським позитивно.